# Glacier Rond
Le glacier Rond est un glacier de France situé dans le massif du Mont-Blanc, sur la commune de Chamonix-Mont-Blanc.
Le glacier naît sur l'ubac de l'aiguille du Midi, à environ 3 500 mètres d'altitude et s'écoule vers le nord-ouest en direction du glacier des Bossons.

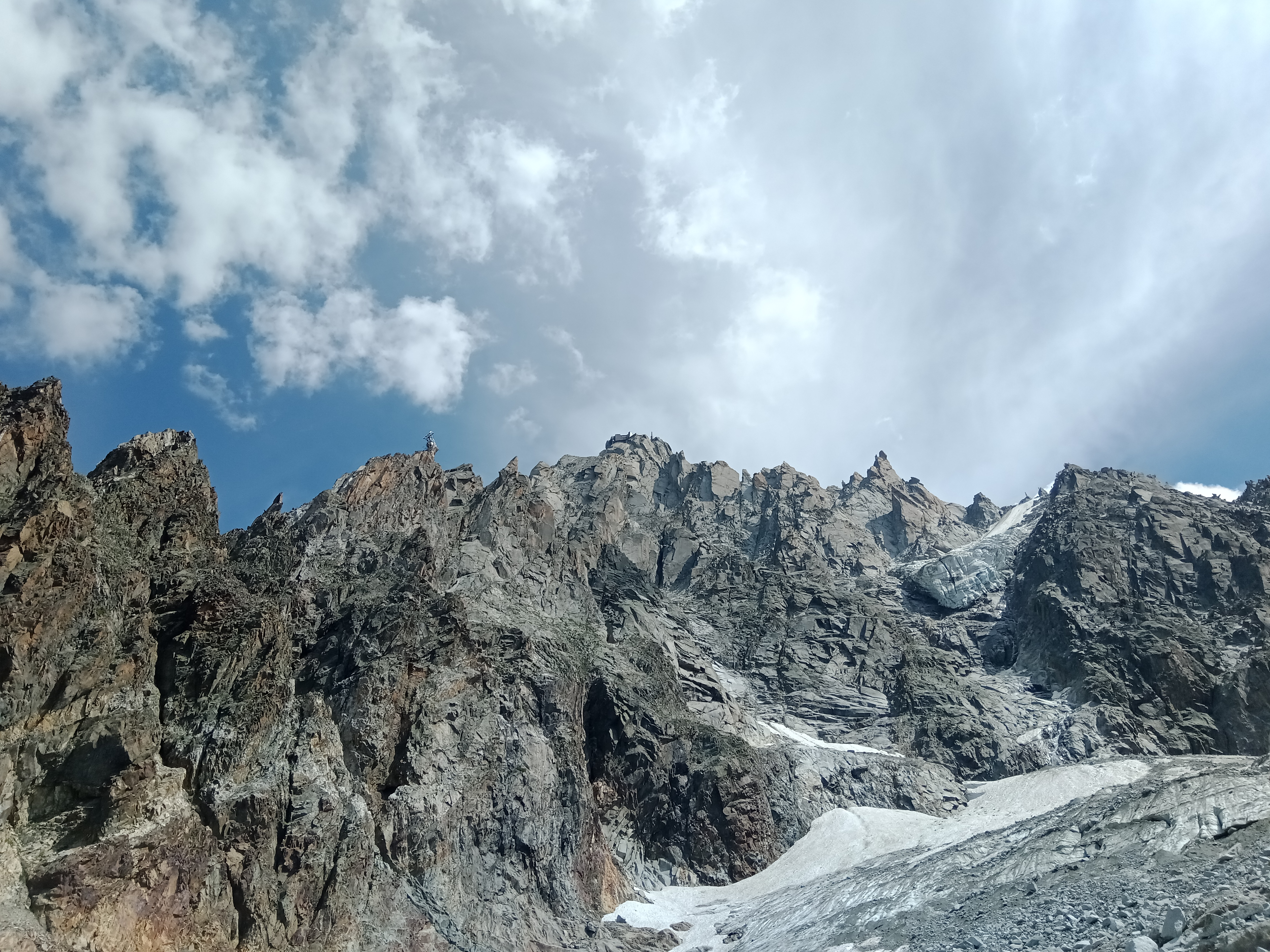
Le glacier Rond dominé par l'aiguille du Midi.

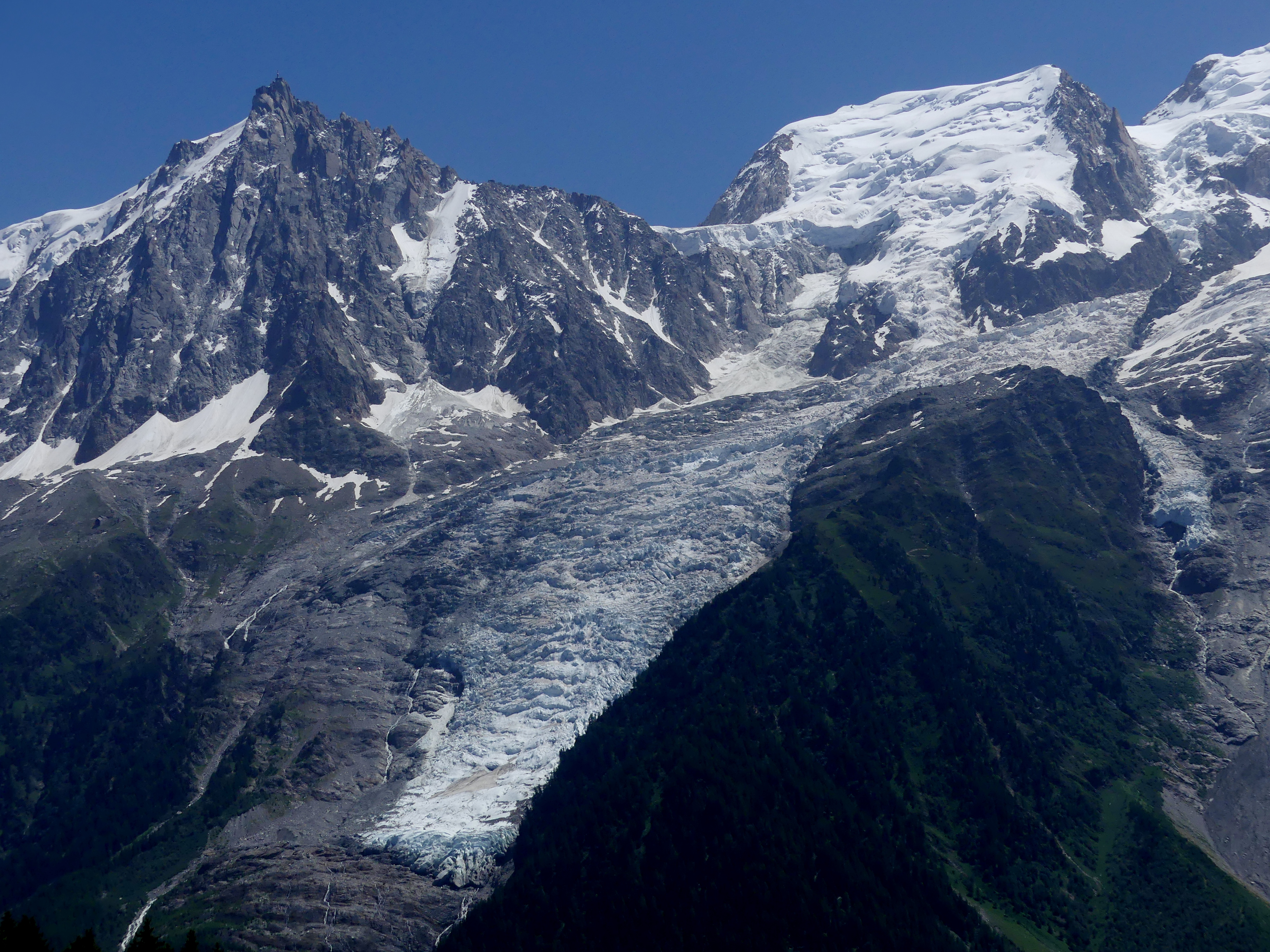
Vue depuis le parc animalier de Merlet au nord-ouest du glacier des Bossons avec au-dessus le glacier Rond dominés par l'aiguille du Midi et le mont Blanc du Tacul.